# Torrazza Piemonte
Torrazza Piemonte és un comune (municipi) de la ciutat metropolitana de Torí, a la regió italiana del Piemont, situat a uns 25 quilòmetres al nord-oest de Torí. A 1 de gener de 2019 la seva població era de 2.957 habitants.
Torrazza Piemonte limita amb els següents municipis: Rondissone, Saluggia i Verolengo.